# Abacetus decorsei
Abacetus decorsei es una especie de escarabajo terrestre de la subfamilia Pterostichinae.  Fue descrito por Tschitscherine en 1901. 